# 木市町
木市町（きいちちょう）は、愛知県名古屋市昭和区の地名。当地域の人口は0世帯・0人（2010年10月1日現在、国勢調査による）。住居表示未実施。

## 地理
名古屋市昭和区北西部に位置する。東は御器所町、西は鶴舞町に接する。

## 歴史

### 町名の由来
御器所町の旧字に由来する。当地に住む子の居ない長者が、自らの形見として塚を築き、一本松を植えた。そのため、近隣住民が「一と木の長者」と呼んだとされる。それが転じた「木一」の表記が「木市」となったという。

### 沿革
- 1934年（昭和9年）4月1日 - 中区御器所町の一部により、同区木市町となる[1]。
- 1937年（昭和12年）10月1日 - 昭和区成立に伴い、同区木市町となる[1]。
- 1979年（昭和54年）5月5日 - 一部が吹上一丁目に編入される[8]。

## 施設
- 名古屋大学医学部附属病院[7]
- 名古屋工業大学[7]